# تشارلز إدوارد تشووت
تشارلز إدوارد تشووت (بالإنجليزية: Charles E. Choate)‏ هو مهندس معماري أمريكي، ولد في 31 أغسطس 1865، وتوفي في 1929.